# Audytor (sędzia kościelny)
Audytor (sędzia kościelny) – w sądownictwie kościelnym osoba delegowana przez przewodniczącego trybunału kolegialnego do przygotowania materiału procesowego i gromadzenia środków dowodowych, czyli tak zwanej instrukcji sprawy. Audytorem może być sędzia trybunału lub osoba zatwierdzona przez biskupa do pełnienia tego urzędu. Do sprawowania urzędu audytora biskup może zatwierdzić osobę duchowną lub świecką, odznaczającą się dobrymi obyczajami, roztropnością i wiedzą. Działania podejmowane przez audytora nie są autonomiczne, a ich wykonywanie ograniczone jest poleceniem sędziego, który go wyznaczył. Może on jednak zdecydować, jeśli tylko nie zabrania tego zlecenie sędziego, który go wyznaczył, które dowody i w jaki sposób należy zebrać.
Audytorem nazywa się także członka trybunału Roty Rzymskiej. 